# Gustaf Adolf Wasastjerna
Gustaf Adolf Wasastjerna, född 26 februari 1785 i Vasa, död 10 oktober 1849 i Jakobstad, var en finländsk industriman. Han var son till Abraham Falander, adlad Wasastjerna 1808, och far till Gustaf August Wasastjerna. 
Wasastjerna utvidgade och moderniserade Östermyra bruk som grundats av fadern 1798 och anlade 1825–1826 i samband därmed en krutfabrik, som var den enda i sitt slag i Finland och snart blev hörnstenen i hans verksamhet; därifrån levererades krut bland annat till bygget av Saima kanal. Tillsammans med några kompanjoner grundade han 1839 ett järnbruk i Karstula och stod i ledningen för detta.